# Chacina de Varginha
Chacina de Varginha foi uma chacina cometida pela Polícia Rodoviária Federal (PRF) e a Polícia Militar (PM-MG) em 31 de outubro de 2021 em Varginha em ação contra assaltantes que deixou 26 mortos. De acordo com o UOL, esta foi a operação mais letal contra o novo cangaço. Esta foi a primeira e a maior chacina cometida pela PRF durante o governo Bolsonaro. Em março de 2024, a Polícia Federal (PF) indiciou 39 policiais.

## Operação
De acordo com a PRF e a PM, um grupo estava alojado em duas chácaras planejando dominar as forças policiais da cidade para roubar R$ 90 milhões de um centro de distribuição de valores do Banco do Brasil de Varginha. De acordo com a PM, o objetivo era prender os criminosos, porém os olheiros do grupo abriram fogo contra os policiais e eles foram mortos. A ação vitimou 26 pessoas, e nenhum policial foi ferido, resultado supostamente alcançado pelas técnicas usadas pelos policiais. Foram apreendidas 26 armas, dois adaptadores, 5.059 munições, 116 carregadores, capacetes à prova de balas, explosivos diversos, 12 coletes balísticos, sete rádios comunicadores, 12 galões de gasolina de 18 litros cada e quatro galões de diesel de 100 litros cada. Entre as armas, havia um ponto 50, além de fuzis e granadas, além armamento para abater helicópteros. Além disso, foram aprrendidos 12 veículos roubados, incluindo uma carreta com um compartimento secreto que de acordo com a PC seria usado na fuga. Ainda de acordo com a PM, os suspeitos teriam sido socorridos com vida, informação que é questionada por especialistas.  O BOPE esteve envolvido na operação.

### Versão da Polícia Federal
Porém, de acordo com a Polícia Federal (PF), os membros haviam feito um churrasco na noite anterior onde houve o consumo de álcool e drogas. Por volta das 5 horas da manhã, o portão principal do "sítio 1", no bairro Recanto Dourado, foi arrombado por uma caminhonete da PRF e a equipe tática iniciou a entrada alvejando as janelas frontais. O grupo de 40 policiais arrombou a porta da sala, onde os criminosos despertavam, sem entender o que estava acontecendo. Todos foram alvejados, e o grupo se locomoveu para os quartos do térreo, alvejando qualquer um que fosse encontrando. Alguns criminosos correram para a cozinha, mas foram mortos. Em seguida, o grupo foi para os andares superiores, onde mataram quem encontraram. Alguns criminosos alcançaram o telhado e fugiram para o sítio vizinho ou aos fundos da propriedade, mas foram mortos. Ao total, morreram 16 pessoas. Foram disparados mais de 500 tiros, onde somente 20 disparos foi atribuido a um único homem, que revidou com uma Glock modelo G17 calibre 9 mm. Um novo grupo de 12 policiais foi ao "Sítio 2", no bairro Lagoinha. O padrão da ação se repete, e 8 pessoas são mortos, incluindo o dono da pensão, Adriano Garcia.
A polícia preparou a operação em agosto, sem o consentimento de qualquer órgão público, quando um agente da PRF recebeu a denúncia do roubo. A localização do "Sítio 1" foi obtida por tortura de Gleisson Fernando da Silva Morais, um dos mentores do assalto, que havia sido interceptado algumas horas antes da operação junto com Francinaldo Araújo da Silva em um posto de gasolina em Muzambinho. A polícia já estava vigiando o  "Sítio 2". Francinaldo foi morto em local incerto entre Muzambinho e Varginha, e Gleisson foi transportado para "Sítio 1" e morto.
Ainda, segundo a PF, as armas apreendidas não foram usadas durante a ação. Elas estariam todas dentro de um veículo que seria usado no assalto e foi mostrado pelos policiais como sinal de resistência. Ainda, os policiais teriam movido os corpos com a intenção de macular a cena do crime, e havia inconsistência nas versões contadas pelos policiais.

### Vítimas
A princípio, a PC identificou 3 suspeitos, identificando o total de 15 um dia depois. Em 3 de novembro, a PC e a PF identificaram 19 vítimas, número que subiu para 22 no mesmo dia. Em 4 de novembro, a PC informou que 25 dos mortos haviam sido identificados. Atualmente, todos os mortos foram identificados.
De acordo com a polícia, o grupo atuava em quatro núcleos, dois no interior de Minas Gerais e um em Goiânia e um em Porto Velho. Segundo a polícia, entre os crimes cometidos pelos membros estão tráfico, assassinatos, incluindo por um desintendimento banal com um dono de pet shop, assaltos a mão armada, incluindo um mega-assalto a um banco e um assalto a um caixa eletrônico dentro da Assembléia Legislativa de Rondônia, confronto com integrantes das forças de segurança e fuga da cadeia. Os crimes ocorreram nos estados de Minas Gerais, Goiás, Rondônia e Piauí. Ao menos 14 deles já responderam por processo criminal e quatro estavam foragidos. De acordo com o tenente-coronel Rodolfo Fernandes, comandante do Bope da PM de Minas Gerais, o crime planejado tinha relação com outros crimes cometidos em Araçatuba (SP), Criciúma (SC) e Uberaba (MG).
As vítimas são as seguintes:
Núcleo de Goiânia e Distrito Federal
- Isaque Xavier Ribeiro, 27 anos
- Zaqueu Xavier Ribeiro, 40 anos
- Darlan Ribeiro dos Santos, 41 anos
- Romerito Araújo Martins, 25 anos
- Eduardo Pereira Alves, 42 anos

Núcleo de Rondônia e Maranhão
- José Filho de Jesus Silva Nepomuceno, 27 anos
- Nunis Azevedo Nascimento, 33 anos
- Gerônimo da Silva Sousa Filho, 28 anos
- Wellington dos Santos Silva, 31 anos

Núcleo de Uberaba
- Thalles Augusto Silva, 32 anos
- Júlio César de Lira, 36 anos
- Dirceu Martins Netto, 24 anos
- Itallo Dias Alves, 25 anos
- Gleisson Fernando da Silva Morais, 36 anos
- Arthur Fernando Ferreira Rodrigues, 27 anos
- Francinaldo Araújo da Silva, 44 anos
- Adriano Garcia, 47 anos[nota 1]

Núcleo de Uberlândia
- Raphael Gonzaga Silva, 27 anos
- José Rodrigo Dama Alves, 33 anos
- Gilberto de Jesus Dias, 29 anos
- Evandro José Pimenta Júnior, 37 anos
- Pietro Henrique Silva da Fonseca, 20 anos
- Luiz André Felisbino, 44 anos
- Giuliano Silva Lopes, 32 anos
- Daniel Antônio de Freitas Oliveira, 36 anos
- Ricardo Gomes de Freitas, 34 anos

## Investigação
Após a ação, os corpos foram empilhados em caminhonetes e levados para o Unidade de Pronto Atendimento (UPA) de Varginha, e depois para o Hospital Bom Pastor.  Logo após a operação, a PC enviou uma aeronave para Varginha para fazer a primeira identificação dos corpos e a coleta de digitais. Os corpos foram eventualmente levados para o Instituto Médico-Legal Dr. André Roquette, em Belo Horizonte, onde cinco peritos trabalharam na identificação dos corpos utilizando exames de raio x, coleta de DNA e a recoleta das digitais. O DNA coletado foi inserido no banco nacional de perfis genéticos, para que a participação eventual das vítimas em outros crimes possa ser determinada.
A ação foi considerada por alguns especialistas como um fracasso, já que a captura dos criminosos poderia esclarecer diversos outros crimes. Outros compararam a ação com a chacina do Jacarezinho, afirmando que há elementos para dizer que uma fraude processual pode ter acontecido a partir do momento em que corpos foram retirados. Defensores da operação se defenderam afirmando que o novo cangaço é uma situação de guerra. A operação foi apoiada pelo governador Romeu Zema (Novo), o secretário de Estado de Justiça e Segurança Pública Rogério Greco, o ministro da Justiça Anderson Torres, o senador Flávio Bolsonaro (PL-RJ) e o deputado federal Eduardo Bolsonaro (PL-SP). A PF também questionou a legalidade da operação, afirmando que apenas o monitoramento foi aprovado por órgãos públicos.
O Conselho Estadual de Defesa dos Direitos Humanos de Minas Gerais, presidido por Andréia de Jesus (PSOL), enviou um ofício pedindo explicações ao Ministério Público, à Ouvidoria de Polícia e à Secretaria de Estado de Justiça e Segurança Pública de Minas Gerais (Sejusp). Andréia passou a ser ameaçada e ganhou proteção. O Ministério Público de Minas Gerais anunciou que investigaria o caso sob segredo de justiça. O caso também foi investigado pela PM, a PF e a Polícia Civil (PC-MG), com a investigação sendo acompanhada pela Ordem dos Advogados do Brasil (OAB) e a Assembléia Legislativa de Minas Gerais. O Fórum Brasileiro de Segurança Pública também apoiou uma investigação. O Grupo de Atuação Especial de Combate ao Crime Organizado (Gaeco) e o Centro de Apoio Operacional das Promotorias de Justiça de Defesa dos Direitos Humanos e Apoio Comunitário (CAODH) também acompanharam as investigações. Após um mês, os laudos do IML estavam completos e os depoimentos foram colhidos. Os vizinhos dos sítios relatavam continuar com medo após a operação. Seis meses após o início das investigações, as autoridades ainda esperavam pelos laudos periciais.
A investigação da PF começou em 1 de novembro, quando fizeram a perícia nos carros aprrendidos e nos sítios. Em junho de 2022, a PF intimou 22 policiais para prestar depoimento, mas nenhum deles apareceu. Em fevereiro de 2024, a PF indiciou 39 policiais; 20 policiais (16 da PRF e quatro da PM) foram indiciados por homicídio (autoria e coautoria), dois da PRF foram indiciados por tortura e 38 (22 da PRF e 16 da PM) por fraude processual. Em março, a corregedoria da PRF afastou os 23 agentes envolvidos na operação, alegando que houve possíveis excessos. Os agentes foram remanejados “[...] para locais de trabalho que não estejam relacionados com o desempenho de atividade operacional”. O relatório final foi enviado no dia 27 para a Justiça Federal. Os agentes da PRF enviaram mensagens de WhatsApp três dias antes pedindo por dinheiro para pagar as despesas com advogados e peritos.
Em 19 de agosto de 2025, o Ministério Público Federal (MPF) denunciou seis policiais rodoviários federais e outros quatro policiais militares de Minas Gerais por cinco das 26 mortes durante uma operação conjunta contra "novo cangaço".

### Policiais indiciados[3]
PRF
- Airles Bastos Neto
- Andellan de Paula Santos
- Andre Neves Martins
- Andre Pedroza Silva Clementino
- Douglas Porpino Cordeiro Batista
- Fábio Torres de Oliveira
- Felipo Jesus Medeiros
- Francisco de Paula Cavalcanti Moura
- João Henrique Valois Botelho
- John Gleison Moreira Batista
- Kleberson Ferreira Vilarino
- Lucas do Carmo Monteiro
- Lucas Macedo Fontenele Victor
- Mateus Coelho Belchior
- Pedro Henrique Henrique Moreira da Silva
- Rafael Carneiro Tibo
- Rafael Domingos Abate
- Renan Moraes de Oliveira
- Renato Silva da Paz
- Rodrigo Diniz Costa
- Roger Lemos
- Rudh França de Carvalho
- Teles Basílio

PM-MG
- Alan Alves da Silva, cabo
- Alysson Lucas Rocha, sargento
- Cássio Eustáquio da Silva Faria, sargento
- Daniel dos Santos Macedo, capitão
- Edmilson Carlos da Silva, sargento
- Frederico Gomes do Amaral, sargento
- Hebert Gonçalves Guimarães, sargento
- José Eduardo de Oliveira Malaquias, cabo
- Jucélio Marcos de Oliveira, sargento
- Leandro Silva Araújo, tenente
- Lucas Cavalcante do Nasciment, sargento
- Luiz Andrey Teixeira Duarte, sargento
- Max Pierre Teixeira Silva, sargento
- Rodolfo César Morotti, tenente-coronel
- Rogério Mol Lima, capitão
- Welison Teixeira de Sousa, cabo